# Ткаченко Юрій Олегович
Юрій Олегович Ткаченко (нар. 12 листопада 1972, м. Болград, Одеська область) — український економіст, підприємець.
З 15 березня 2014 до 20 листопада 2018 року — був головою Черкаської обласної державної адміністрації.
Радник податкової служби I рангу. Заслужений економіст України. Нагороджений орденом «За заслуги» III ст.
З 27 листопада 2018 року до 17 травня 2019 року — Радник Президента України.

## Біографія
Освіта: Ізмаїльський державний педагогічний інститут (1995), учитель початкових класів; Київський інститут банкірів банку «Україна» (1997), економіст.
1990–1995 — студент Ізмаїльського державного педагогічного інституту.
1995–1999 — інженер-аналітик, начальник служби безпеки, головний економіст Золотоніського відділення АК АПБ «Україна» Черкаської області.
1999 — керівник Драбівського відділення АК АПБ «Україна» Черкаської області.
1999–2000 — директор Черкаської філії АКБ «Легбанк».
2000–2002 — голова Черкаського регіонального відділення Державної інноваційної компанії.
2002–2005 — начальник Черкаського обласного управління ВАТ «Державний ощадний банк України».
2005–2010 рр. — очолював Державну податкову адміністрацію Черкаської області.
2006–2010 рр. — депутат Черкаської обласної ради V скликання від «Нашої України», голова постійної комісії з питань планування, бюджету і фінансів.
15 березня 2014 призначений О. В. Турчиновим головою Черкаської обласної державної адміністрації.
9 вересня 2014 президент Петро Порошенко перепризначив Ткаченка головою Черкаської ОДА..
20 листопада 2018 звільнений з посади голови ОДА.
27 листопада 2018 призначений Радником Президента України.

## Підприємницька діяльність
Є співвласником черкаської торгової мережі «Молі», підприємств «Золотоніський бекон», «Золотоніські сади», фермерського господарства «Воля», ринку «Фермерський».

## Наукова діяльність
Кандидат економічних наук, у 2006 р. захистив дисертацію зі спеціальності 08.10.01 — розміщення продуктивних сил на тему: «Вдосконалення розвитку і управління банківською діяльністю в регіоні».